# Джоел Гриффітс
Джоел Гриффітс (англ. Joel Griffiths, нар. 21 серпня 1979, Сідней) — австралійський футболіст, що грав на позиції нападника.
Виступав, зокрема, за клуб «Ксамакс», а також національну збірну Австралії.

## Клубна кар'єра
У дорослому футболі дебютував 1997 року виступами за команду клубу «Сідней Юнайтед», у якій провів два сезони, взявши участь у 28 матчах чемпіонату. 
Згодом з 1999 по 2003 рік грав у складі команд клубів «Парраматта Павер» та «Ньюкасл Юнайтед Джетс».
Своєю грою за останню команду привернув увагу представників тренерського штабу клубу «Ксамакс», до складу якого приєднався 2003 року. Відіграв за команду з Невшателя наступні три сезони своєї ігрової кар'єри. Більшість часу, проведеного у складі «Ксамакса», був основним гравцем атакувальної ланки команди.
Протягом 2006—2014 років захищав кольори клубів «Лідс Юнайтед», «Ньюкасл Юнайтед Джетс», «Авіспа Фукуока», «Бейцзін Гоань», «Шанхай Шеньхуа», «Сідней», «Ціндао Чжуннен» та «Ньюкасл Юнайтед Джетс».
Завершив професійну ігрову кар'єру у клубі «Веллінгтон Фенікс», за команду якого виступав протягом 2015—2015 років.

## Виступи за збірні
Представляв збірну Австралії на молодіжному чемпіонаті світу 1999 року, який проходив у Нігерії. Дебютний матч за першу збірну відбувся 9 жовтня 2005 року в грі проти команди Ямайки, а забивши гол він святкував його, стрибаючи як кенгуру. Це був один з останніх матчів австралійської збірної перед кваліфікаційним раундом до Кубка світу проти Уругваю. У січні 2008 року він потрапив у число 22-х футболістів, які в тренувальному таборі в Сіднеї готувалися до матчів кваліфікації, проте в матчі проти Катару на поле не вийшов через травму.
2005 року дебютував в офіційних матчах у складі національної збірної Австралії. Протягом кар'єри у національній команді, яка тривала 4 роки, провів у формі головної команди країни лише 3 матчі, забивши 1 гол.

## Досягнення
- Китайська Суперліга
  -  Чемпіон (1): 2009